# The Darkside Detective
The Darkside Detective ist ein Point-and-Click-Adventure-Computerspiel, das von Spooky Doorway entwickelt und am 27. Juli 2017 für Microsoft Windows, Linux und macOS erschien. Am 7. Februar 2018 erschien eine Portierung für Nintendo Switch. Eine Portierung für PlayStation 4, Xbox One, Xbox Series erschien am 8. April 2021.

## Entwicklung
Im Zuge des Galway Jam wurde ein Prototyp entwickelt, der anschließend kommerziell realisiert wurde. Nach zwei Jahren Entwicklungszeit erschien es auf GOG.com und Steam.

## Handlung
Der Protagonist ist Francis McQueen, ein Detektiv aus Twin Lakes City. McQueen ist der Leiter der titelgebenden Darkside Division, einer Sonderermittlungsgruppe für okkulte Kriminalfälle. Zusammen mit dem Polizeibeamten Dooley gilt es sechs Vorfälle im Spiel aufzuklären.

## Rezeption
The Darkside Detective böte viele witzige Stellen und zahlreiche Anspielungen. Von den Rätsel her sei es abwechslungsreich, wenn auch teils absurd. Es sei sehr kurzweilig. Der Humor sei Geschmackssache. Es sei nicht für große Bildschirme ausgelegt.